# Tuțu, Vrancea
Tuțu este un sat în comuna Corbița din județul Vrancea, Moldova, România. Se află în partea de nord-est a județului,  în Colinele Tutovei. La recensământul din 2002 avea o populație de 98 locuitori.